# George Tansley
George Tansley, né le 14 août 1993, est un coureur cycliste australien.

## Palmarès sur route

### Par année
- 2013
  - Adelaide Tour :
    - Classement général
    - 1re étape (contre-la-montre par équipes)

  - 1re étape du Tour of the Riverland
- 2014
  - Interclub de Wezembeek-Oppem
  - Mémorial Noël Soetaert
  - Coupe Egide Schoeters
  - Dwars door Ichtegem
  - 2e de la Liedekerkse Pijl
  - 7e du championnat d'Océanie sur route

### Classements mondiaux
| Année            | 2014 |
| ---------------- | ---- |
| UCI Oceania Tour | 19e  |

## Palmarès sur piste

### Championnats d'Océanie
- Adélaïde 2010
  -  Champion d'Océanie du scratch juniors

### Championnats d'Australie
- 2010
  - 2e de la poursuite par équipes juniors
- 2011
  - 2e de l'américaine juniors
- 2012
  - 2e de l'américaine
- 2014
  - 3e de la poursuite par équipes